# Glaucolepis globulariae
Glaucolepis globulariae is een vlinder van de familie van de dwergmineermotten (Nepticulidae). De wetenschappelijke naam is voor het eerst gepubliceerd in 1975 door Josef Wilhelm Klimesch.

## Verspreiding
De soort komt voor in Noord-Macedonië.

## Waardplant
De rups leeft in en van het blad van Globularia meridionalis (Plantaginaceae) en maakt daarin een gangmijn, beginnend vanaf de hoofdnerf.